# Przytuły (powiat węgorzewski)
Przytuły – wieś w Polsce położona w województwie warmińsko-mazurskim, w powiecie węgorzewskim, w gminie Pozezdrze.
| SIMC    | Nazwa     | Rodzaj     |
| ------- | --------- | ---------- |
| 0765300 | Sapieniec | przysiółek |

Wieś została założona przez Polaków z powiatu łeckiego (ełckiego) w 1569 roku.
W latach 1975–1998 miejscowość należała administracyjnie do województwa suwalskiego.
Zobacz też: Przytuły, Przytuły-Kolonia, Przytuły-Las